# 1871 w literaturze
Wydarzenia literackie w 1871 roku.

## Nowe utwory
- polskojęzyczne
  - Norbert Bonczyk – Kazanie stołowe
  - Aleksander Świętochowski – My i wy[1]
  - Maria Julia Zaleska – Listy i ziarnka[1]
  - Maria Julia Zaleska – Wieczory czwartkowe[1]

- obcojęzyczne
  - Lewis Carroll – Po drugiej stronie lustra  (ang. Through the Looking-Glass)
  - Emma Lazarus – Admetus and Other Poems

## Urodzili się
- 2 stycznia – Nora Chesson, angielska poetka pochodzenia irlandzkiego (zm. 1906)
- 9 stycznia – Eugène Marais, południowoafrykański pisarz, poeta i dziennikarz (zm. 1936)
- 17 stycznia – Nicolae Iorga, rumuński krytyk literacki, pamiętnikarz, dramaturg, poeta (zm. 1940)
- 17 lutego – Jovan Dučić, bośniacko-serbski poeta, pisarz, dyplomata (zm. 1943)
- 25 lutego – Łesia Ukrainka, ukraińska poetka, pisarka i krytyczka literacka (zm. 1913)
- 27 marca – Henryk Mann, niemiecki pisarz (zm. 1950)
- 16 kwietnia – John Millington Synge, irlandzki dramaturg, poeta i prozaik (zm. 1909)
- 6 maja – Christian Morgenstern, niemiecki poeta i tłumacz (zm. 1914)
- 18 maja – Fanny zu Reventlow, niemiecka pisarka i tłumaczka (zm. 1918)
- 17 czerwca – James Weldon Johnson, amerykański pisarz i poeta (zm. 1938)
- 10 lipca – Marcel Proust, francuski pisarz (zm. 1922)
- 15 lipca – Doppo Kunikida, japoński nowelista i poeta (zm. 1908)
- 13 sierpnia – Kuno von Hardenberg, niemiecki krytyk sztuki, pisarz i filozof (zm. 1938)
- 17 sierpnia – Jesse Lynch Williams, amerykański dramaturg, powieściopisarz i nowelista (zm. 1929)
- 21 sierpnia – Leonid Andriejew, rosyjski pisarz i dramaturg (zm. 1919)
- 27 sierpnia – Theodore Dreiser, amerykański powieściopisarz i dziennikarz (zm. 1945)
- 27 września – Grazia Deledda, włoska powieściopisarka i nowelistka (zm. 1936)
- 30 września – Jan Fabricius, holenderski dramaturg (zm. 1964)
- 17 października – Maila Talvio, fińska powieściopisarka i tłumaczka polskiej literatury (zm. 1951)
- 23 października – Gjergj Fishta, albański poeta i tłumacz, ksiądz (zm. 1940)
- 3 listopada – Hanns Heinz Ewers, niemiecki poeta i pisarz (zm. 1943)
- 28 listopada – Andrzej Strug, polski pisarz i publicysta (zm. 1937)
- 1 listopada – Stephen Crane, angielski pisarz (zm. 1900)
- 13 grudnia – Emily Carr, kanadyjska malarka i pisarka (zm. 1945)

## Zmarli
- 23 lipca – George Henry Miles, amerykański pisarz i dramaturg (ur. 1824)
- 5 listopada – Frederick Wadsworth Loring, amerykański prozaik i poeta (ur. 1848)